# 幸福站 (南通市)
幸福站是南通轨道交通2号线的地铁车站，位于中华人民共和国江苏省南通市崇川区幸福大道与鹤涛路交叉口地下，为2号线北端终点站，于2023年12月27日开通。

## 车站结构
幸福站沿幸福大道设置，呈南北走向，车站长424.6米，为地下二层岛式站台车站。车站地下一层为站厅层，地下二层为站台层。车站北侧设置两条出入段线连通幸福车辆段，南侧设置一条单渡线。
| 地面              | 出入口 | 1、2、4、5出入口                                                                    |
| 地下一层          | 站厅   | 客服中心、自动售票机、验票机                                                        |
| 地下二层          | 站台层 | \| \| \| 2号线落客 \| \| 島式 · 開左邊车门 \| \| \| \| \| \| 2号线往先锋（长岸） \| |
|                   |        | 2号线落客                                                                           |
| 島式 · 開左邊车门 |        |                                                                                     |
|                   |        | 2号线往先锋（长岸）                                                                 |

## 车站出口
幸福站共设5个出口，其中1个出入口暂未启用，各出口及周围设施如下所示：
| 编号                | 周边信息                                   | 照片                           | 无障碍设施 |
| ------------------- | ------------------------------------------ | ------------------------------ | ---------- |
| 1 · 出口            | 幸福大道（西），鹤涛路（南），幸福世家     |                                | 不適用     |
| 2 · 出口            | 幸福路（南），幸福大道（西）               |                                | 不適用     |
| 3 · 出口            | （暂未启用）                               |                                | 不適用     |
| 4 · 出口 · （设有） | 幸福路（南），幸福大道（东）               | 南通轨道交通2号线，幸福站4号口 |            |
| 5 · 出口            | 幸福大道（东），幸福路（北），幸福怡居西区 |                                | 不適用     |
| 图例： 设有         |                                            |                                |            |

## 接驳交通

### 公交车
- 幸福公园：游1路

## 车站历史
该站规划与建设时名称为幸福镇站，开通前更名为幸福站。
- 2020年8月31日，车站主体结构封顶[2]。
- 2023年12月27日，随2号线一期工程通车一同开通[1]。